# Temporada 1988-89 de los Indiana Pacers
La temporada 1988-89 fue la decimotercera de los Indiana Pacers en la NBA, tras la fusión de la liga con la ABA, donde había jugado nueve temporadas más. La temporada regular acabó con 28 victorias y 54 derrotas, ocupando el décimo puesto de la conferencia Este, no logrando clasificarse para los playoffs.

## Elecciones en elDraft
| Ronda | Puesto | Jugador          | Posición | Nacionalidad   | Universidad |
| ----- | ------ | ---------------- | -------- | -------------- | ----------- |
| 1     | 2      | Rik Smits        | Pívot    | Países Bajos   | Marist      |
| 3     | 73     | Michael Anderson | Base     | Estados Unidos | Drexel      |

## Temporada regular
| División Central      | División Central | División Central | División Central | División Central | División Central | División Central | División Central | División Central |
| Equipo                | G                | P                | %                | PD               | Casa             | Fuera            | Div              |                  |
| --------------------- | ---------------- | ---------------- | ---------------- | ---------------- | ---------------- | ---------------- | ---------------- | ---------------- |
| y-Detroit Pistons     | 63               | 19               | .768             | –                | 37–4             | 26–15            | 20–10            |                  |
| x-Cleveland Cavaliers | 57               | 25               | .695             | 6                | 37–4             | 20–21            | 19–11            |                  |
| x-Atlanta Hawks       | 52               | 30               | .634             | 11               | 33–8             | 19–22            | 20–10            |                  |
| x-Milwaukee Bucks     | 49               | 33               | .598             | 14               | 31–10            | 18–23            | 11–19            |                  |
| x-Chicago Bulls       | 47               | 35               | .573             | 16               | 30–11            | 17–24            | 12–18            |                  |
| Indiana Pacers        | 28               | 54               | .341             | 35               | 20–21            | 8–33             | 8–22             |                  |

## Estadísticas
| Rk | Jugador           | Edad | P  | PT | MP   | TC  | TCI  | %TC  | T3  | T3I | %T3  | TL  | TLI | %TL  | RO  | RD  | RT  | AS  | RB  | TAP | BP  | FP  | PTS  |
| -- | ----------------- | ---- | -- | -- | ---- | --- | ---- | ---- | --- | --- | ---- | --- | --- | ---- | --- | --- | --- | --- | --- | --- | --- | --- | ---- |
| 1  | Chuck Person      | 24   | 80 | 79 | 37.7 | 8.9 | 18.2 | .489 | 0.8 | 2.6 | .307 | 3.0 | 3.8 | .792 | 1.8 | 4.7 | 6.5 | 3.6 | 1.0 | 0.2 | 3.9 | 3.5 | 21.6 |
| 2  | Reggie Miller     | 23   | 74 | 70 | 34.3 | 5.4 | 11.2 | .479 | 1.3 | 3.3 | .402 | 3.9 | 4.6 | .844 | 1.0 | 3.0 | 3.9 | 3.1 | 1.3 | 0.4 | 1.9 | 2.3 | 16.0 |
| 3  | Herb Williams     | 30   | 46 | 46 | 34.1 | 5.3 | 11.8 | .450 | 0.0 | 0.1 | .000 | 2.0 | 2.7 | .714 | 1.9 | 6.7 | 8.6 | 1.9 | 0.7 | 1.7 | 2.3 | 3.4 | 12.6 |
| 4  | Vern Fleming      | 26   | 76 | 69 | 33.6 | 5.5 | 10.7 | .515 | 0.0 | 0.3 | .130 | 3.2 | 4.0 | .799 | 1.1 | 3.0 | 4.1 | 6.5 | 1.0 | 0.2 | 2.5 | 2.8 | 14.3 |
| 5  | LaSalle Thompson  | 27   | 33 | 29 | 31.9 | 5.1 | 9.5  | .538 | 0.0 | 0.0 |      | 2.3 | 2.8 | .806 | 3.2 | 6.7 | 9.9 | 1.1 | 1.0 | 1.2 | 1.9 | 4.0 | 12.5 |
| 6  | Detlef Schrempf   | 26   | 32 | 12 | 31.4 | 5.1 | 9.8  | .514 | 0.2 | 0.6 | .263 | 4.6 | 5.9 | .772 | 2.2 | 5.0 | 7.2 | 2.9 | 0.9 | 0.3 | 2.4 | 3.2 | 14.8 |
| 7  | Wayman Tisdale    | 24   | 48 | 5  | 27.6 | 5.9 | 11.8 | .505 | 0.0 | 0.1 | .000 | 4.1 | 5.2 | .792 | 2.1 | 4.4 | 6.5 | 1.6 | 0.7 | 0.7 | 2.2 | 3.8 | 16.0 |
| 8  | Rik Smits         | 22   | 82 | 71 | 24.9 | 4.7 | 9.1  | .517 | 0.0 | 0.0 | .000 | 2.2 | 3.1 | .722 | 2.3 | 3.8 | 6.1 | 0.9 | 0.5 | 1.8 | 1.6 | 3.8 | 11.7 |
| 9  | Randy Wittman     | 29   | 33 | 11 | 21.3 | 2.4 | 5.1  | .473 | 0.0 | 0.1 | .500 | 0.4 | 0.6 | .632 | 0.6 | 1.0 | 1.6 | 2.4 | 0.4 | 0.1 | 0.6 | 0.9 | 5.2  |
| 10 | Scott Skiles      | 24   | 80 | 13 | 19.6 | 2.5 | 5.5  | .448 | 0.3 | 0.9 | .267 | 1.6 | 1.8 | .903 | 0.3 | 1.6 | 1.9 | 4.9 | 0.8 | 0.0 | 2.2 | 1.9 | 6.8  |
| 11 | John Long         | 32   | 44 | 1  | 17.4 | 2.9 | 7.3  | .401 | 0.2 | 0.5 | .400 | 1.3 | 1.4 | .937 | 0.4 | 1.1 | 1.5 | 1.5 | 0.7 | 0.0 | 1.1 | 1.5 | 7.3  |
| 12 | Stuart Gray       | 25   | 72 | 0  | 10.9 | 1.0 | 2.1  | .471 | 0.0 | 0.0 | .000 | 0.6 | 0.9 | .688 | 1.2 | 2.2 | 3.4 | 0.4 | 0.2 | 0.3 | 0.7 | 1.8 | 2.6  |
| 13 | Greg Dreiling     | 26   | 53 | 4  | 7.5  | 0.8 | 1.5  | .558 | 0.0 | 0.0 |      | 0.8 | 1.2 | .672 | 0.7 | 1.0 | 1.7 | 0.3 | 0.1 | 0.2 | 0.7 | 1.9 | 2.4  |
| 14 | Anthony Frederick | 24   | 46 | 0  | 6.8  | 1.4 | 2.7  | .504 | 0.0 | 0.1 | .400 | 0.5 | 0.7 | .706 | 0.6 | 0.6 | 1.1 | 0.4 | 0.3 | 0.1 | 0.7 | 1.3 | 3.3  |
| 15 | Everette Stephens | 22   | 35 | 0  | 6.0  | 0.7 | 2.1  | .319 | 0.1 | 0.3 | .200 | 0.5 | 0.6 | .773 | 0.3 | 0.3 | 0.7 | 1.1 | 0.3 | 0.1 | 0.8 | 0.6 | 1.9  |
| 16 | Richard Morton    | 22   | 2  | 0  | 5.5  | 1.5 | 2.0  | .750 | 0.0 | 0.0 |      | 0.0 | 0.0 |      | 0.0 | 0.0 | 0.0 | 0.5 | 0.0 | 0.0 | 0.5 | 1.0 | 3.0  |
| 17 | Sedric Toney      | 26   | 2  | 0  | 4.5  | 0.5 | 2.5  | .200 | 0.0 | 1.5 | .000 | 0.0 | 0.5 | .000 | 0.5 | 0.5 | 1.0 | 0.0 | 0.0 | 0.0 | 1.0 | 0.5 | 1.0  |

## Galardones y récords
| Jugador/Entrenador | Galardón                            |
| Rik Smits          | Mejor quinteto de rookies de la NBA |